# Музей археології та антропології Пенсільванського університету
39°56′56″ пн. ш. 75°11′28″ зх. д. / 39.949° пн. ш. 75.1911° зх. д.
Музей археології та антропології Пенсільванського університету (англ. The University of Pennsylvania Museum of Archeology and Anthropology, скорочено Penn Museum) заснований в 1887 році при Пенсільванському університеті в м Філадельфія. На початку XX століття музей організував кілька важливих археологічних і антропологічних експедицій до Єгипту, Месопотамії, Африки, у Східну Азію та Латинську Америку; матеріали експедицій (включаючи дві Урські арфи) склали частину експозиції музею.